# Istituto Europeo di Design
El Istituto Europeo di Design es una red internacional de centros privados de enseñanza centrada en el campo de la creatividad. Ofrece cursos especializados en diseño, diseño de moda, artes visuales y comunicación. Tiene centros de educación en Italia, España y Brasil.
El Istituto Europeo di Design, en Italia, entrega el título de Diploma Académico de Primer Nivel (Bachelor of Art). Se trata de cursos de formación de 3 años al término de los cuales el estudiante obtiene el título de Diploma Académico de Primer Nivel, legalmente reconocido por el MIUR (Ministerio de la Educación, Universidad e Investigación), en la categoría de la Alta Formación Artística
En España, el IED entrega Títulos Superiores en Diseño equivalentes a Grado Universitario (Bachelor of Arts with Honours). Se trata de cursos de formación de 4 años; una vez finalizada la carrera el estudiante obtiene el Título Superior en Diseño equivalente a Grado Universitario, legalmente reconocido por el Ministerio de Educación en ámbito nacional e internacional.
En Brasil, el IED entrega el título de Diploma Universitario. Se trata de cursos de formación de 3 años (cursos de graduação) en las áreas de Moda, Design y Artes Visuales, legalmente reconocidos por el MEC (Ministério da Educação e Cultura), a través del decreto ministerial n.º 885, del 18/09/2009

## Pilares y sedes
El IED fue fundado por su presidente Francesco Morelli en 1966 con la idea de trabajar en el desarrollo común de la teoría y la práctica del diseño, respetando las lógicas del mercado y los principios de formación de alto nivel de un proyecto europeo multinacional. 
El IED es una red internacional que ha evolucionado y trabajado en los ámbitos de la educación y la investigación, en las disciplinas del Diseño, la Moda, las Artes Visuales y la Comunicación, a través de una gran labor creativa y dinámica que se enriquece con nuevas visiones innovadoras.
Tiene sedes en Milán, Roma, Turín, Venecia, Florencia, Como, Cagliari, Madrid, Barcelona, Bilbao, São Paulo y Río de Janeiro. Organiza 29 cursos trienales a nivel universitario, cursos de especialización y formación permanente, cursos de formación avanzada, másteres y cursos de postgrado.
El IED cuenta con más de 8.000 nuevos estudiantes cada año, de hasta 82 países diferentes, totalizando más de 60 mil estudiantes en los 40 años de historia del IED. IED también asegura que el 90% de sus estudiantes obtienen empleo en los siguientes 6 meses posteriores a su graduación, poniendo énfasis en los últimos años en las prácticas en empresas relacionadas con el sector.